# Tux
Pour les articles homonymes, voir Tux (homonymie).

Tux le manchot, la mascotte du noyau Linux (dessin original de Larry Ewing réalisé avec GIMP)

Tux est un manchot, mascotte officielle du noyau Linux. Dessiné par Larry Ewing en 1996, son usage est libre et se retrouve dans de très nombreux projets et logotypes liés à Linux.

## Historique
Le dessin du personnage a été choisi à l'issue d'un concours organisé en 1996 remporté par Larry Ewing. Il utilisa GIMP, le logiciel de traitement d'image phare sur Linux. Il s'agit d'un personnage fictif représentant très approximativement un manchot pygmée dont l'idée a été suggérée par Alan Cox puis affinée par Linus Torvalds, le créateur du noyau Linux.
Linus s'est inspiré d'une photo  qu'il a trouvée sur un site FTP, montrant une figurine de manchot ressemblant aux personnages des Creature Comforts de Nick Park.
Le nom a été suggéré par James Hughes. Il s'agit de l'apocope du terme américain tuxedo  signifiant « smoking ». James Hugues, dans un courriel envoyé le 10 juin 1996, proposa un rétro-acronyme composé à partir des mots Torvalds et UNIX.
Certains déclarèrent de prime abord que cette mascotte était inappropriée car elle n'évoquait guère la puissance. Linus Torvalds répondit que nulle personne poursuivie par un manchot pygmée, qui court vite et dispose d'un bec très dur, ne penserait cela. Les contradictions s'éteignirent.
Il a été remplacé temporairement par Tuz comme logo de la version 2.6.29 du noyau Linux afin de soutenir la campagne pour sauver le diable de Tasmanie de l'extinction. Dès la version 2.6.30 RC-4, Tux était de retour.

Évolution de l'icône
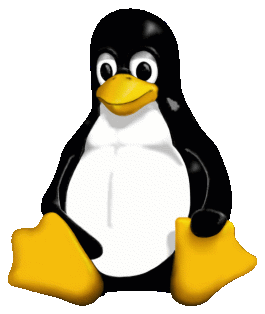
Tux original
Tux vectorisé
Tux vectorisé et stylisé
Tux « crystallisé »
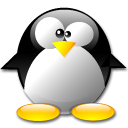
Tux Crystal 1re version

## Aspect
Tux est un manchot.

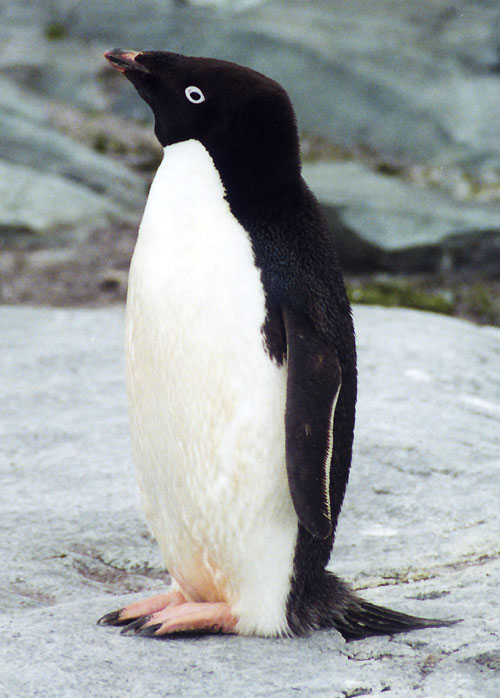
Un Manchot Adélie.

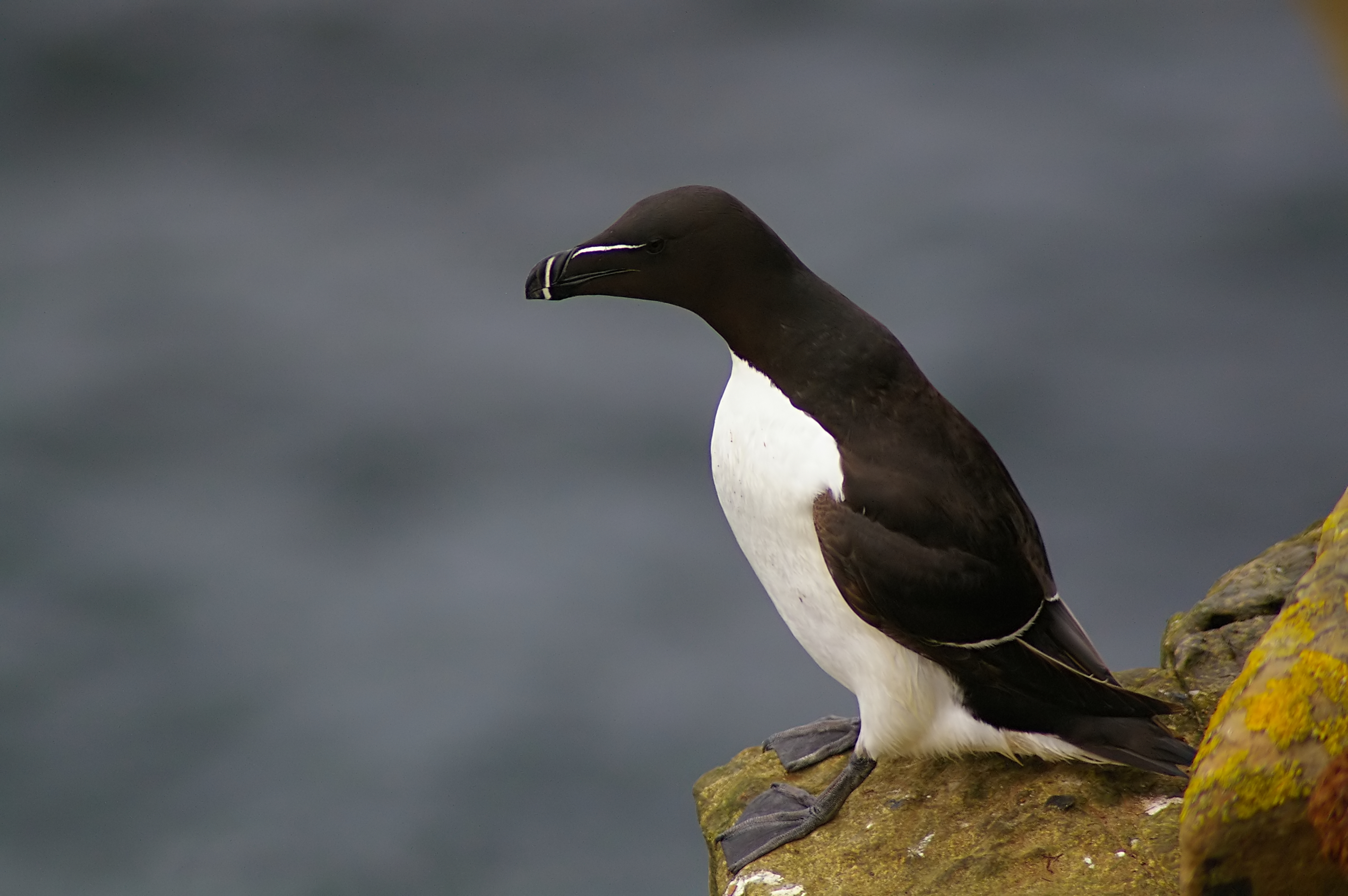
Un Petit Pingouin.

Beaucoup pensent à tort que la mascotte de Linux est un pingouin, notamment parce qu'en anglais, le mot « manchot » se dit « penguin ». Ce que l'on désigne en français comme un pingouin est un oiseau de l'hémisphère nord de la famille des alcidés, qui peut voler, alors que le manchot est un oiseau qui ne vit que dans l'hémisphère sud et qui est incapable de voler. Dans le langage courant, utiliser le mot « pingouin » à la place de « manchot » est un abus de langage très fréquent.
Tux ne représente précisément aucune des 19 espèces de manchots, bien qu'il ressemble un peu à un Manchot Adélie et que Linus Torvalds ait trouvé des affinités avec un Manchot pygmée. Il dit d'ailleurs qu'il a été mordu par un manchot pygmée lors d'un de ses voyages.
Beaucoup d'artistes ont élaboré des variantes. Il en résulte de nombreuses créations burlesques, au point que l'image de Tux est de moins en moins associée à Linux...

## Utilisation de Tux
La mascotte de Linux est employée par de nombreuses applications en tant que logo, mais a aussi été modifiée par de nombreux particuliers et développeurs. On découvrira ainsi, parmi de nombreux autres, Tux en Sherlock Holmes, en Dracula, ou encore en Charlie Chaplin ou habillé avec des maillots de football.
Des petits robots animés reliés par USB ou par Wi-Fi à un ordinateur ont aussi été développés. Par exemple, le Tux Droid est programmable (lecture d'email, de musique, mouvements, etc).
De nombreux logiciels libres, comme TuxGuitar, Tux Paint ou les jeux Tux Racer, Tux Kart et SuperTux ou des revendeurs libres reprennent Tux dans leur intitulé et/ou dans leur logo. Parmi ceux-ci, plusieurs utilisent Tux comme personnage principal.

Différentes utilisations
Freedo, variante de Tux pour le noyau Linux-libre
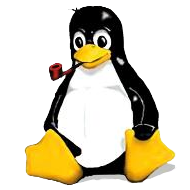
Mascotte de Slackware
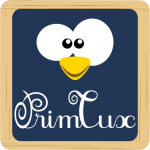
PrimTux
Logo de Tux Paint
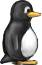
Personnage de SuperTux
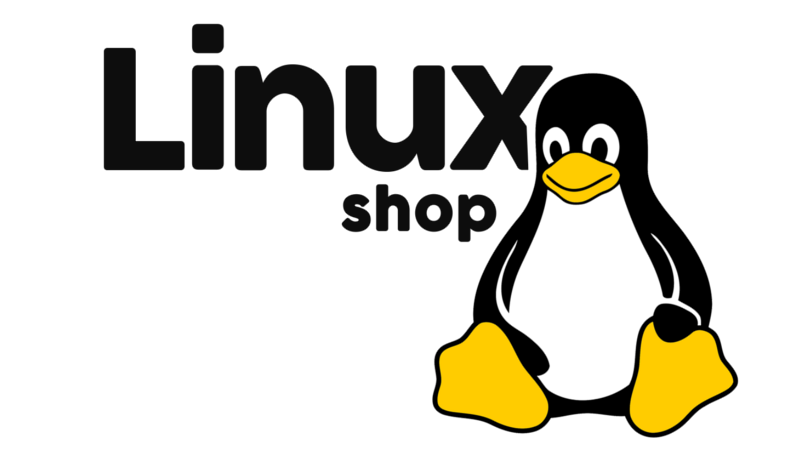
Tux Flat design par Linux Shop
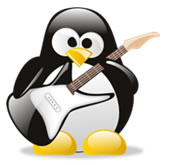
Logo de TuxGuitar